# رؤیاپرداز آمریکایی (فیلم ۲۰۲۲)
رؤیاپرداز آمریکایی (به انگلیسی: American Dreamer) فیلم کمدی سیاه آمریکایی محصول سال ۲۰۲۲ و به کارگردانی پل دکتور (در نخستین تجربهٔ کارگردانی بلندش) است. این فیلم مبتنی بر قسمتی از برنامهٔ رادیویی این زندگی آمریکایی است و در آن پیتر دینکلیج نقش استادی را ایفا کرده که سعی می‌کند املاک یک زن بیوه تنها با بازی شرلی مک‌لین را بخرد. دیگر بازیگران آن کیم کوین، دنی پودی، دنی گلاور و مت دیلون هستند.
این فیلم در ۱۱ ژوئن ۲۰۲۲ در جشنواره فیلم ترایبکا به نمایش درآمد و در ۸ مارس ۲۰۲۴ در ایالات متحده اکران شد.

## داستان
دکتر فیل لودر، استادیار جزء و کم‌درآمد اقتصاد، همیشه آرزوی خانه‌دار شدن را در سر داشته است. مشاور املاک خودنما و پرادعایش، دل، به او توصیه می‌کند به‌دنبال ملکی کوچک‌تر باشد، اما فیل آگهی‌ای می‌بیند که نمی‌تواند در برابرش مقاومت کند: بیوه‌ای تنها به نام آسترید، خانهٔ زیبای پنج‌میلیون‌دلاری‌اش را به شرطی با قیمت ۲۴۰ هزار دلار نقد می‌فروشد که اجازه داشته باشد تا پایان عمرش در آن زندگی کند، درحالی‌که خریدار در طبقهٔ بالای ساده و کوچک زندگی می‌کند و پس از مرگ او، مالک کل خانه خواهد شد.
فیل همهٔ دارایی‌هایش را نقد می‌کند و پس‌اندازش را بیرون می‌کشد تا وارد این معامله شود. اما آسترید را زنی تندخو و بدخلق می‌یابد. نگرانی‌اش زمانی بیشتر می‌شود که آسترید یک لوله‌کش یونانی به نام بوریس و وکیلی به نام مگی را به‌عنوان دو فرزندش معرفی می‌کند. فیل بیم دارد که با وجود سرمایه‌گذاری کامل در این معامله، فرزندان آسترید وصیت‌نامه را به چالش بکشند. درواقع، زمانی‌که مگی از این قرارداد خبردار می‌شود، تهدید می‌کند که فیل را از خانه بیرون کرده و قرارداد را باطل خواهد کرد.
فیل، کارآگاهی خصوصی و تقریباً نابینا به نام جری را استخدام می‌کند تا دربارهٔ مگی اطلاعاتی به‌دست آورد. اما رابطه‌ای عجیب میان فیل و مگی شکل می‌گیرد. مدتی بعد، آسترید زمین می‌خورد و به کما می‌رود تا آن‌که فیل او را می‌یابد. پس از بهبودی، آسترید فیل را نجات‌دهندهٔ خود می‌داند و یخ رابطه‌شان آب می‌شود. اما بدبینی و تلخی فیل، مگی را از او دور می‌کند و او تصمیم می‌گیرد فیل را از خانه بیرون کند. وضعیت از این هم وخیم‌تر می‌شود: فیل با یکی از دانشجویانش، کلر، وارد رابطه‌ای کوتاه‌مدت می‌شود و سپس در یکی از جلسات درسش، بر اثر فشار روانی ناشی از بحران مالی، دچار فروپاشی عصبی می‌شود؛ در نتیجه، رئیس دانشکده، کریگ، او را تعلیق می‌کند.
مگی با مشورت دیگر «فرزندان» آسترید، پیشنهاد می‌دهد که پنجاه هزار دلار از پول فیل را به او بازگرداند، به شرط آن‌که خانه را ترک کند. فیل با اکراه می‌پذیرد، اما نگران سرنوشت آسترید است. همان‌طور که مشغول جمع کردن وسایلش می‌شود، آسترید چند بار دیگر دچار حادثه می‌شود و فیل هر بار او را نجات می‌دهد و پیوندشان محکم‌تر می‌شود. اما سرانجام، آسترید دچار بحران جدی پزشکی می‌شود و با وجود تلاش‌های فیل، جان خود را از دست می‌دهد.
فیل، که اندوهگین است، خود را آمادهٔ ترک خانه می‌کند و به مگی می‌گوید که می‌خواهد توافق‌نامهٔ تخلیه را امضا کند. اما پس از شرکت در مراسم یادبود آسترید و فهمیدن این‌که «فرزندان» او درواقع کودکانی نیازمند بودند که از طریق اردوگاه تابستانی آسترید تحت مراقبت قرار گرفته بودند، تصمیمش را تغییر می‌دهد. او توافق‌نامه را امضا نمی‌کند و مالکیت خانه به او واگذار می‌شود.
فیل، که درمی‌یابد این خانه همچنان به‌عنوان اردوگاه تابستانی مورد استفاده قرار می‌گیرد و برای بسیاری از مردم مکان ویژه‌ای است، از فروش آن خودداری می‌کند و تصمیم می‌گیرد آن را حفظ کند. در همین حال، جری بازمی‌گردد و عکس‌هایی را که گرفته بود، به فیل نشان می‌دهد؛ اما فاش می‌شود که او اشتباهی کلر را دنبال کرده، گمان می‌کرده که مگی است. عکس‌ها رابطه‌ای عاشقانه بین کلر و رئیس دانشکده، کریگ، را آشکار می‌کنند که به فیل امکان می‌دهد تعلیقش را لغو کند.